# Степан Мойсеев
Степан Андреевич Мойсеев (на руски: Степан Андреевич Моисеев) (1812 – 1890) е руски хидролог, изследовател на Балтийско море и Арктика, генерал.

## Ранни години (1812 – 1830)
Роден е през 1812 година в провинция Санкт Петербург, Руска империя, в семейството на офицер. През 1828 – 1829 г., докато учи в Балтийското щурманско училище, участва във военните операции срещу Турция в Егейско и Мраморно море, а след това през 1830 с ескадрилата на Михаил Лазарев обикаля Европа и се връща в Кронщат.

## Експедиционна дейност (1831 – 1883)
През 1831 – 1833 г. участва в картирането на шхерите покрай югозападното финландско крайбрежие в експедицията на Михаил Рейнеке. През 1833 г. се дипломира като щурман и през 1834 – 1836 участва в околосветското плаване под командването на генерал-лейтенант Иван Иванович Шанц на кораба „Америка“, като посещава Камчатка и Руска Америка.
През 1838 – 1839 г. командва шхуната „Шпицберген“ в хидрографската експедиция на Август Карлович Циволка към Нова Земя. След смъртта на Циволка на 16 март 1839 г. Мойсеев възглавява експедицията и изследва западното крайбрежие на Нова Земя в района на Крестовския залив (74°06′ с. ш. 55°35′ и. д. / 74.1° с. ш. 55.583333° и. д.), като достига до върха на залива и доказва, че няма връзка със залива Незнайни на източното крайбрежие. Отчетите от експедицията са публикувани под заглавието: „Дневные записки, веденные на Новой Земле“ („Записки Гидрографического департамента“, тт. III и IV) (1842 – 1845). След това извършва хидрографски изследвания в южната част на Карско море.
През 1840 – 1844 г. като подпоручик, а след това и поручик отново извършва картирания на шхерите покрай бреговете на Финландия и Аландските о-ви.
През 1861 г., вече като полковник извършва предварителни изследвания на Обския залив за организирането на по-нататъшни хидрографски дейности. През 1879 г. отново извършва рекогносцировъчни дейности в устието на Об, а през 1880 – 1881 ръководи правителствена експедиция, която извършва детайлни хидрографски изследвания на Обския залив и долното течение на Об.

## Следващи години (1884 – 1890)
От 1884 г. с чин генерал-майор е в оставка. Умира през 1890 в Санкт Петербург и е погребан в Смоленското гробище.

## Памет
Неговото име носят:
- нос Мойсеев (72°29′ с. ш. 52°47′ и. д. / 72.483333° с. ш. 52.783333° и. д.), на западния бряг на Южния остров на Нова земя;
- нос Мойсеев (71°28′ с. ш. 52°37′ и. д. / 71.466667° с. ш. 52.616667° и. д.), на западния бряг на Южния остров на Нова земя;
- остров Мойсеев (76°20′ с. ш. 96°09′ и. д. / 76.333333° с. ш. 96.15° и. д.) в Карско море, архипелага Норденшелд;
- планински масив Мойсеев (73°17′ с. ш. 52°37′ и. д. / 73.283333° с. ш. 52.616667° и. д.), в най-северната част на Южния остров на Нова земя.